# Ray Chase
Ray Chase (Freehold, en el condado de Monmouth, Nueva Jersey, 20 de mayo de 1987) es un actor de voz estadounidense que ha hecho doblajes de anime, caricaturas, videojuegos y libros de audio.
Su papel más conocido es el personaje principal Noctis Lucis Caelum en el videojuego Final Fantasy XV.
También es conocido por sus actuaciones como Eve en Nier: Autómata.
Roy en Fire Emblem, Artorius Collbrande en Tales of Berseria y Yu Otosaka de Charlotte.

## Filmografía

### Animación
| Año     | Título                   | Papel                   | Notas | Fuente |
| ------- | ------------------------ | ----------------------- | ----- | ------ |
| 2016–17 | Bottersnikes and Gumbles | Rey                     |       |        |
| 2024    | X-Men '97                | Cíclope (Marvel Comics) |       | ,      |

### Cine
| Año  | Título                                       | Papel                            | Notas | Fuente |
| ---- | -------------------------------------------- | -------------------------------- | ----- | ------ |
| 2016 | Kingsglaive: Final Fantasy XV                | Noctis Lucis Caelum              |       | [ 7 ]  |
| 2016 | Mobile Suit Gundam Thunderbolt: December Sky | Graham                           |       | [ 8 ]  |
| 2017 | Justice League Dark                          | Jason Blood / Etrigan el Demonio |       | [ 7 ]  |
| 2021 | Malignant                                    | La voz de Gabriel                |       | [ 9 ]  |

### Videojuegos
| Año  | Título                                           | Papel                               | Notas         | Fuente |
| ---- | ------------------------------------------------ | ----------------------------------- | ------------- | ------ |
| 2010 | Vindictus                                        | Muir                                |               |        |
| 2011 | Dragon Nest                                      | Bailey, Timothy, Criatura de sombra |               |        |
| 2012 | Trigger Fist                                     | Alan Ian Hill                       | Voz           |        |
| 2012 | Death Rally                                      | Tex Harris                          | PC re-release |        |
| 2013 | Atelier Ayesha: The Alchemist of Dusk            | Harry Olson                         | No acreditado |        |
| 2013 | Oceanhorn: Monster of Uncharted Seas             | Padre                               |               |        |
| 2013 | Killer Instinct                                  | Cinder, Arbiter (Thel 'Vadam)       |               | [ 7 ]  |
| 2014 | Atelier Escha & Logy: Alchemists of the Dusk Sky | Solle Grumman, Harry Olson          | No acreditado |        |
| 2014 | Ace Combat Infinity                              | Omega                               |               |        |
| 2014 | D4: Dark Dreams Don't Die                        | Duncan                              |               | [ 7 ]  |
| 2015 | Sick Bricks                                      | Varias voces                        |               |        |
| 2015 | Call of Duty: Black Ops III                      | Soldado                             |               |        |
| 2015 | Disgaea 5: Alliance of Vengeance                 | Jinete                              |               |        |
| 2015 | Xenoblade Chronicles X                           | L                                   |               | [ 7 ]  |
| 2016 | Star Ocean: Integrity and Faithlessness          | Daks                                |               | [ 7 ]  |
| 2016 | Deus Ex: Mankind Divided                         | Louis Gallois                       |               | [ 10 ] |
| 2016 | The Legend of Heroes: Trails of Cold Steel II    | Duque Cayenne, General Zeks         |               |        |
| 2016 | World of Final Fantasy                           | Edgar Roni Figaro                   |               | [ 7 ]  |
| 2016 | Tyranny                                          | Tunon el Adjudicador                |               |        |
| 2016 | Final Fantasy XV                                 | Noctis Lucis Caelum                 |               | [ 7 ]  |
| 2017 | Kingdom Hearts HD 2.8 Final Chapter Prologue     | The Master                          |               | [ 7 ]  |
| 2017 | Tales of Berseria                                | Artorius Collbrande                 |               |        |
| 2017 | Fire Emblem Heroes                               | Alfonse, Roy, Gaius                 |               |        |
| 2017 | Nier: Automata                                   | Eve                                 |               | [ 7 ]  |
| 2017 | Mass Effect: Andromeda                           | Evfra De Tershaav                   |               | [ 7 ]  |
| 2017 | Akiba's Beat                                     | Mizuki Aihara                       |               | [ 11 ] |
| 2017 | Fire Emblem Echoes: Shadows of Valentia          | Fernand                             |               |        |
| 2018 | Super Smash Bros. Ultimate                       | Roy                                 |               |        |
| 2021 | NieR Replicant Ver.1.22474487139...              | Nier                                |               |        |
| 2023 | Genshin Impact                                   | Neuvillete                          |               |        |